# مؤسسه آشپزی آمریکا
مؤسسه آشپزی آمریکا (به انگلیسی: The Culinary Institute of America) یا به اختصار سی‌آی‌اِی (CIA) یک دانشکدهٔ خصوصی تخصصی در زمینهٔ هنرهای آشپزی، تزئین غذا، شیرینی‌پزی و نانوایی است که ساختمان مرکزی آن در هاید پارک واقع شده و شعبه‌هایی در سینت هلنا، ناپا، سن آنتونیو و سنگاپور دارد. این دانشکده نخستین مرکز آموزشی است که هنرهای آشپزی را در ایالات متحده آمریکا آموزش می‌دهد و مقاطع کاردانی، کارشناسی و کارشناسی ارشد را در این رشته‌ها ارائه می‌کند و دارای بزرگ‌ترین کادر آموزشی از سرآشپزان خبره فدراسیون آشپزی آمریکا است. سی‌آی‌اِی همچنین آموزش مداوم را برای متخصصان صنعت مهمان‌نوازی و همچنین کنفرانس‌ها و خدمات مشاوره‌ای را فراهم می‌آورد. این دانشکده همچنین کلاس‌های تفریحی را برای افراد غیرحرفه‌ای ارائه می‌دهد. سی‌آی‌اِی در چهار پردیس خود در ایالات متحده رستوران‌هایی را که توسط دانشجویان اداره می‌شود، راه اندازی کرده‌است.
مؤسسه آشپزی آمریکا در سال ۱۹۴۶ در نیوهِـیوِن، به عنوان یک مؤسسه حرفه‌ای برای کهنه‌سربازان بازگشته از جنگ جهانی دوم تأسیس شد. با افزایش تعداد دانشجویان، مدرسه در سال ۱۹۷۰، خوابگاه یک صومعهٔ سابق یسوعی‌ها را در هاید پارک خریداری کرد که همچنان تا به امروز ساختمان مرکزی آن باقی مانده‌است. این مدرسه از سال ۱۹۷۱ مدرک کاردانی، از سال ۱۹۹۳ مدرک کارشناسی و از سال ۲۰۱۸ مدرک کارشناسی ارشد اعطا می‌کند. پردیس‌های دیگری در سال‌های آتی افتتاح شده‌است: سینت هلنا در سال ۱۹۹۵، سن آنتونیو در سال ۲۰۰۸، سنگاپور در سال ۲۰۱۰ و ناپا در سال ۲۰۱۶.
تاکنون بیش از ۵۰٬۰۰۰ نفر از این مؤسسه آموزشی فارغ‌التحصیل شده‌اند که برخی از مشهورترین آنها عبارتند از: آنتونی بوردین، گرنت اکتز، استیو ایلز و جفری زاکاریان.